# Remilitarisation de la Rhénanie
La remilitarisation de la Rhénanie, ou occupation de la Rhénanie, désigne l'installation d'éléments armés de la Wehrmacht le 7 mars 1936 dans la Rhénanie démilitarisée depuis la signature du traité de Versailles. 
En réponse à la ratification par le Parlement français le 27 février 1936 du pacte d'assistance franco-soviétique, Hitler fit réoccuper la zone démilitarisée de la Rhénanie pour rétablir la souveraineté du Reich sur sa frontière occidentale et continuer à transgresser les dispositions du traité de Versailles. Une telle action n'entraîna aucune réponse française aux conséquences fâcheuses pour l'Allemagne nazie et constitua une nouvelle étape dans le programme d'Hitler pour refaire de son pays une grande puissance militaire.

## Création de la Rhénanie démilitarisée

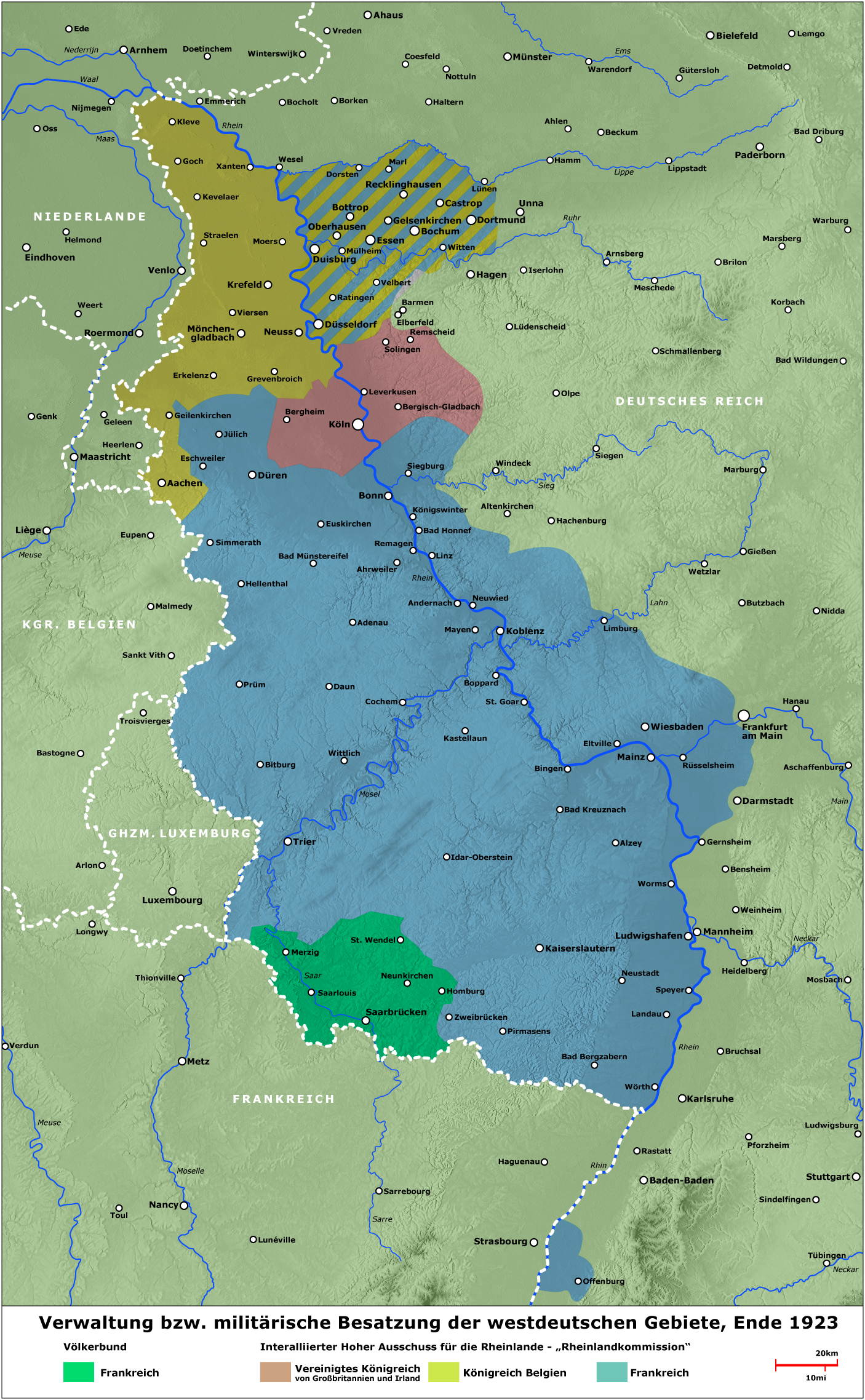
Zones d'occupation en Rhénanie en 1923 : belge en jaune, britannique en rouge, française en bleu, territoire du Bassin de la Sarre en vert.

Après la Première Guerre mondiale, les dispositions de l'articles 42 du traité de Versailles interdisaient à l'Allemagne de conserver des places fortes, non seulement sur la rive gauche du Rhin, mais encore dans une zone de 50 kilomètres à l'est du fleuve. L'article suivant prévoyait que tout mouvement de troupe était interdit à l'Allemagne dans cette zone. Si elle violait ces dispositions, ce serait considéré comme un acte hostile envers les puissances signataires et comme une atteinte à la paix du monde. Les accords de Locarno du 1er décembre 1925 avaient encore renforcé ces dispositions. On prévoyait qu'une violation des articles 42 à 44, faite sans provocation, serait considérée comme une agression de la part de l'Allemagne et qu'elle ferait jouer le paragraphe 1 de l'article 2 du Traité entraînant une action des puissances signataires contre l'Allemagne. Si l'Allemagne transgressait ces dispositions, l'affaire devrait être portée devant la SDN pour y être discutée.
L'occupation de la Rhénanie à partir de 1919 fut assurée par les troupes françaises (avec une tête de pont à Mayence), américaines (tête de pont à Coblence), britannique (tête de pont à Cologne) et belges (qui occupaient Aix-la-Chapelle, Neuss et Xanten).
De décembre 1918 à janvier 1923, la zone américaine allait le long de la Moselle, de la frontière luxembourgeoise jusqu'au Westerwald en passant par Coblence où les troupes américaines avaient leur quartier général.
Les dispositions concernant la Rhénanie servaient surtout à satisfaire le besoin de sécurité de la France. Il est vrai que les troupes françaises qui devaient en principe y rester stationnées pendant quinze ans se retirèrent avant la date prévue, le 30 juin 1930, quand l'Allemagne eut adopté le plan Young, mais cela ne rendait pas caduques pour autant les dispositions concernant la démilitarisation. Cependant, aux yeux d'Hitler la Rhénanie en bloc était d'une grande importance, à la fois pour des considérations économiques et pour sa politique de réarmement car c'était dans les parties démilitarisées de la Ruhr que se trouvaient traditionnellement les usines qui fabriquaient le matériel de guerre du Reich.

## Date de l'opération
Hitler avait prévu cette occupation pour 1937. Qu'il ait fait entrer les troupes allemandes en Rhénanie dès le printemps 1936 tient avant tout à la situation internationale qui était favorable à Hitler. 

### Guerre d'Éthiopie
À cette occasion, la seconde guerre italo-éthiopienne a joué un rôle majeur, car elle a détourné l'attention des puissances occidentales du centre de l'Europe vers la périphérie. Les divergences des puissances occidentales sur les sanctions à imposer à l'Italie ont provoqué une dégradation des relations franco-britanniques et un rapprochement entre l'Italie et l'Allemagne. Le conflit a contribué de manière décisive à ébranler les résultats de la conférence de Stresa. 

### Pacte d'assistance franco-soviétique de mai 1935
Depuis octobre 1933, date à laquelle Hitler a quitté la Société des Nations (SDN), la France veut renforcer sa sécurité et cherche une alliance à l'Est. Louis Barthou puis Pierre Laval, ministres des Affaires étrangères, entendent pour cela mettre en place un traité d'aide et d'assistance en cas d'agression avec l'URSS. Berlin prévient que la signature d'une telle alliance sera vue comme un « acte inamical ».
Le prétexte pour faire entrer les troupes allemandes dans la zone démilitarisée et bafouer ainsi les dispositions du traité de Versailles et des accords de Locarno était pour Hitler la ratification par le Parlement français du pacte d'assistance franco-soviétique, le 27 février 1936. Déjà, le 29 novembre 1932, la France et l'URSS avaient conclu un pacte de non-agression par lequel les deux parties s'engageaient à rester neutres dans le cas d'une attaque par un tiers. À l'expiration de ce pacte, le 2 mai 1935, un nouveau traité d'assistance mutuelle entre les deux pays fut signé à Moscou. Il faut le comprendre comme une réaction à la menace évidente que faisaient courir à la sécurité de la France les préparatifs de guerre de l'Allemagne nazie. L'Allemagne estimait que si ce pacte d'assistance mutuelle devait être approuvé par le Parlement français, il n'y aurait plus de possibilité d'un rapprochement avec la France. Malgré tout, le pacte fut ratifié par le Parlement français le 27 février 1936, ce qui devait servir de prétexte à Hitler pour réoccuper la Rhénanie. 
Avant l'opération en Rhénanie, Hitler s'assura auprès de Mussolini que l'Italie n'interviendrait pas auprès de la France dans le cas d'une réaction allemande à la ratification du traité par le Parlement français. À l'ambassadeur allemand à Rome, Ulrich von Hassell, Mussolini fit remarquer le 22 février 1936 que lui aussi considérait ce pacte comme « mauvais et dangereux » et que l'Italie ne réagirait pas à une réaction de l'Allemagne, autrement dit qu'elle ne participerait pas à une éventuelle attaque contre l'Allemagne menée par la France et le Royaume-Uni à la suite de l'opération d'Hitler en Rhénanie.

### Autres motifs
Outre le conflit en Éthiopie qui détournait l'attention et la ratification du pacte d'assistance franco-soviétique, des considérations de politique intérieure jouèrent un rôle important dans la décision d'Hitler. Fin mars, des élections au Reichstag devaient avoir lieu en Allemagne et Hitler espérait par la réoccupation de la Rhénanie obtenir l'accord enthousiaste de la population. 
Comme raison officielle de cette mesure, cependant, c'est la ratification du pacte d'assistance mutuelle franco-soviétique que le gouvernement allemand mit en avant, prétendant qu'il s'agissait d'une violation des traités de Locarno, puisque les États signataires s'y étaient engagés à mener une politique de paix les uns envers les autres, tandis que le pacte était clairement dirigé contre l'Allemagne. Celle-ci, par conséquent, ne se considérait plus comme liée par les obligations découlant du traité et le 7 mars 1936 elle entra dans la Rhénanie démilitarisée.

## Entrée des troupes allemandes le 7 mars 1936
L'opération « Exercice d'hiver » (Winterübung) commença sur un ordre de Hitler, à la suite duquel, le 2 mars, le ministre de la Guerre, Werner von Blomberg, donna à titre provisoire l'ordre d'entrer dans la zone démilitarisée de Rhénanie. Mais c'est seulement le 4 mars que l'ordre définitif fut donné par Hitler et le lendemain que la date définitive (le 7 mars) fut fixée par Blomberg qui, pour la réoccupation de la Rhénanie, choisit le jour du Souvenir des Héros qui était une date historique. Le Conseil des ministres lui-même ne fut informé par Hitler de cette opération que le 6 mars.
Le 7 mars au matin, trois bataillons de la Wehrmacht pénétrèrent en Rhénanie, et des garnisons s'installèrent à Aix-la-Chapelle, Trèves et Sarrebruck. Le ministre de la propagande allemand, Joseph Goebbels, qui avait particulièrement soutenu l'occupation de la Rhénanie, raconte dans son journal avec quel enthousiasme la population avait accueilli la nouvelle. Dans le même temps, les ambassadeurs à Paris, à Londres, à Rome et à Bruxelles donnèrent les explications du gouvernement allemand pour justifier cette entrée des troupes allemandes. Le même jour à 12 h Hitler convoqua le Reichstag et tint devant lui un de discours dans lequel il justifiait la réoccupation par le fait que le Parlement français avait ratifié le traité d'assistance avec l'URSS, et il assura que l'Allemagne ne désirait que la paix. Il prononça ensuite la dissolution du Reichstag afin de donner au peuple allemand la possibilité de donner son consentement solennel à la politique qui s'achevait ce jour-là et qui visait à restaurer l'honneur national et la souveraineté du pays. Les élections législatives allemandes de 1936 comportent ainsi un vote plébiscitaire, pour demander au peuple allemand s'il approuve cette remilitarisation. Il remporte 98,8 % de « oui ». 
Le mémorandum du gouvernement allemand, qui fut remis aux ambassadeurs le 7 mars 1936, se fondait sur le fait que les engagements pris par la France dans son nouveau traité n'étaient pas compatibles avec ses obligations qui découlaient de l'accord sur la Rhénanie. Là aussi, Hitler proposait la création d'un système de paix européenne, qui prévoyait entre autres la création d'une zone démilitarisée des deux côtés de la frontière, la conclusion d'un pacte de non-agression entre l'Allemagne, la France et la Belgique pour une période de 25 ans, un pacte aérien destiné à assurer la sécurité de l'Europe, des pactes de non-agression avec les pays situés à la frontière orientale de l'Allemagne sur le modèle du pacte de non-agression entre la Pologne et l'Allemagne et le retour de l'Allemagne dans la SDN.

## Réactions en Europe

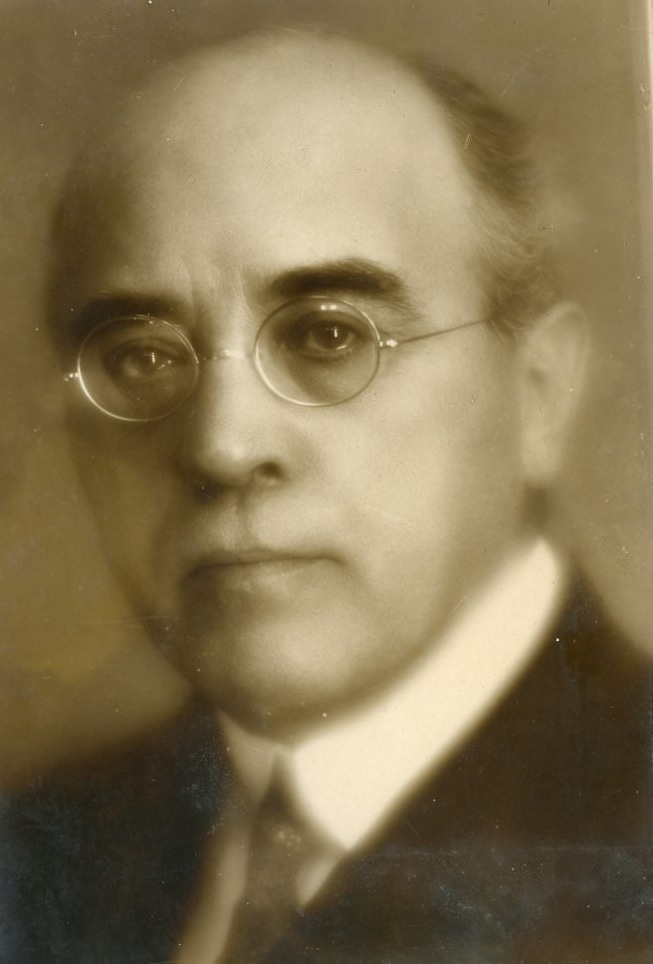
Le président du Conseil des ministres français, Albert Sarraut.

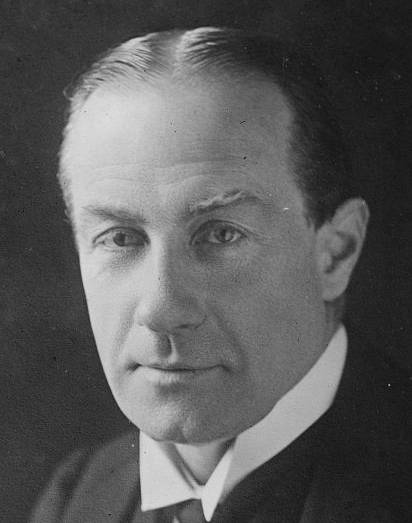
Le Premier ministre britannique Stanley Baldwin.

Le jour même de l'occupation, la première réaction française fut une déclaration à la radio, dans laquelle Albert Sarraut, chef du gouvernement français, se disait choqué de la rupture par l'Allemagne des accords de Locarno, qu'elle avait pourtant volontairement signés. Sarraut ajoutera qu'il n'est pas « disposé à laisser Strasbourg sous les canons allemands ». Le lendemain, cette déclaration, ainsi qu'une mise au point allemande sur la question, furent annoncées officiellement par l'agence de nouvelles allemande (le Deutsches Nachrichtenbüro). Le 8 mars le Conseil des ministres français exigea une réaction énergique et donna des instructions aux états-majors pour une mobilisation partielle de l'armée française en vue d'une action militaire. Mais cette démonstration de force ne se fit pas devant la réticence de l'autorité militaire qui ne voulait pas risquer une guerre contre l'Allemagne, bien que l'armée française disposait à ce moment d'une supériorité certaine sur l'armée allemande. Et puis des élections législatives devaient avoir lieu quelques semaines plus tard en France (26 avril et 3 mai), ainsi certains dirigeants politiques n'étaient pas sûrs que la population française serait favorable à une attaque armée contre l'Allemagne. Si l'on veut être plus précis, étant donné que des dispositions des traités de Locarno avaient été enfreintes par l'Allemagne c'était, selon les conceptions françaises, un cas où l'alliance devait jouer, et la France aurait dû être soutenue par le Royaume-Uni dans l'éventualité d'une attaque armée contre l'Allemagne. Mais le gouvernement conservateur de Stanley Baldwin (reconduit le 14 novembre 1935) était d'avis qu'en l'occurrence il ne s'agissait pas d'une attaque de l'Allemagne contre la France, mais qu'elle se bornait à remettre les pieds chez elle. La remilitarisation de la Rhénanie n'était pas pour le Royaume-Uni d'un tel intérêt qu'elle voulût pour si peu mettre en jeu sa sécurité militaire en risquant un affrontement avec l'Allemagne. Du fait de son refus, la France dut se contenter de faire appel à la SDN et de renforcer ses troupes le long de la ligne Maginot. 
Le 8 mars le Royaume-Uni demanda aux signataires de Locarno de se réunir à Londres et le 14 mars demanda qu'on discutât de l'affaire à la SDN. Le lendemain de la réoccupation de la Rhénanie le ministre britannique des affaires étrangères, Anthony Eden, donna son opinion sur les événements de la journée précédente. Dans le mémorandum, il insistait bien sur le fait qu'il ne s'agissait pas de la situation qu'Hitler avait créée, mais « du procédé qu'il avait utilisé » [...] « et que nous regrettons ». Les négociations à la SDN entre puissances européennes n'aboutirent à aucun résultat. Il n'en sortit ni intervention militaire, ni sanctions économiques contre l'Allemagne. L'échec des négociations était dû à la désunion entre les États de la SDN, surtout entre le Royaume-Uni et la France. Si ces deux pays étaient parvenus à un accord, il aurait été possible de prendre des mesures contre le comportement de l'Allemagne, comme certains dirigeants politiques français le souhaitaient.
La remilitarisation de la Rhénanie laissait également la Belgique à découvert face à une possible attaque allemande. Le gouvernement belge de Léopold III, dès le 6 mars 1936, met fin à l'accord militaire franco-belge de 1920, en revenant à la politique de neutralité qui était celle du royaume avant 1914, neutralité qui pourtant avait été totalement inefficace en août 1914.

## Conséquences sur l'équilibre des forces en Europe
L'occupation de la Rhénanie eut pour conséquences la rupture du front de Stresa et la désagrégation des dispositions des accords de Locarno. L'Italie se détourna du système de sécurité collective en Europe et se rapprocha de l'Allemagne. La Grande-Bretagne n'était pas prête à s'occuper des problèmes de l'Europe centrale, qui ne la concernaient pas directement, ni par conséquent à venir en aide à la France. La France ne voulait pas de son côté agir seule contre l'Allemagne et préférait compter sur le soutien, inexistant, du Royaume-Uni. La SDN s'englua dans les discussions sur la rupture du traité par l'Allemagne et, finalement, n'arrivant pas à adopter une position cohérente ni à prendre des sanctions contre l'Allemagne, elle préféra ne pas intervenir du tout. 
Pour l'Allemagne, la réoccupation fut donc un énorme succès. Les clauses du traité de Versailles venaient de subir une nouvelle révision et il lui était désormais possible de renforcer militairement sa frontière à l'ouest et de s'assurer le contrôle de la Ruhr, d'une importance capitale sur les plans économique et stratégique. En politique intérieure, l'occupation de la Rhénanie fut de plus un succès complet. Le prestige d'Hitler auprès de la population en sortit encore renforcé, et les dissensions sur la politique religieuse du national-socialisme presque oubliées. C'est ce que montra sans équivoque le triomphe électoral retentissant du NSDAP aux élections du Reichstag, le 29 mars 1936. La puissance allemande en Europe sortait donc de l'affaire considérablement améliorée, tandis que la France était de moins en moins capable d'arrêter l'essor de son voisin sur sa frontière orientale. D'ailleurs son prestige en Europe s'était nettement dégradé en raison de son absence de réaction. Les petits pays à la périphérie de l'Europe centrale amorcèrent donc une réorientation. C'est ainsi, par exemple, qu'en Pologne les courants pro-allemands gagnèrent en influence. Le Royaume-Uni pouvait bien condamner absolument le comportement de l'Allemagne, tout cela se bornait à des mots et, dans les faits, sa politique touchait presque à la neutralité. En refusant de se conformer aux obligations de son alliance et d'accorder à la France une assistance militaire, elle montrait qu'elle refusait clairement la politique de sécurité collective en Europe. C'est que pour le Royaume-Uni les intérêts d'outre-mer passaient avant la sécurité sur le continent, et le résultat fut que l'Allemagne put désormais se réarmer sans le moindre obstacle et se préparer ainsi à une grande guerre en Europe. 
Suivant la réintroduction de la conscription en mars 1935, la remilitarisation de la Rhénanie constituait une nouvelle violation par Hitler des dispositions du traité de Versailles. C'était le prélude à l'annexion de l'Autriche en 1938 puis à l'annexion progressive de la Tchécoslovaquie, dont la première étape – l'annexion des Sudètes – devait être entérinée formellement par les accords de Munich.

### Sources
- (de) Cet article est partiellement ou en totalité issu de l’article de Wikipédia en allemand intitulé « Rheinlandbesetzung (1936) » (voir la liste des auteurs).
- Akten zur deutschen auswärtigen Politik [ADAP]. Serie C, das Dritte Reich. Die ersten Jahre, Vo. 5, Baden-Baden, 1950-1970.
- Max Domarus: Hitler. Reden und Proklamationen. 1932-1945. Kommentiert von einem deutschen Zeitgenossen. Première partie Triumph. Deuxième vol. 1935-1938, 4e édition, Loenberg 1988
- Helmuth Stoecker (Éd.): Handbuch der Verträge 1871-1964. Verträge und andere Dokumente aus der Geschichte der internationalen Beziehungen. Berlin 1968.
- Ulrich von Hassell: Römische Tagebücher und Briefe 1932-1938. Édité par Ulrich Schlie, Munich 2004
- Friedrich Kiessling (Éd.):  Quellen zur deutschen Außenpolitik 1933-1939. Darmstadt 2000